# Jolie Holland

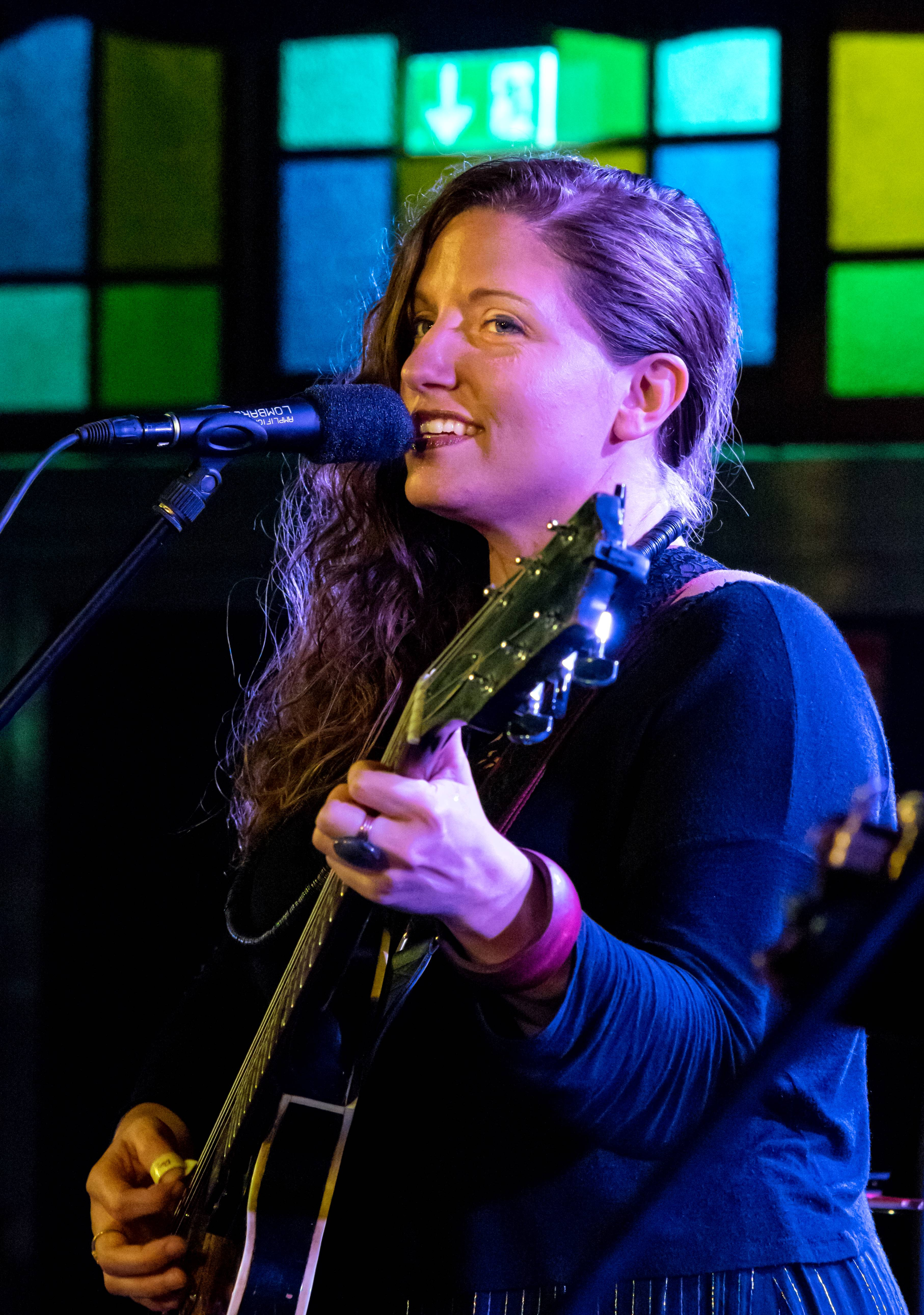
Zelt-Musik-Festival 2015 Freiburg, Duitsland

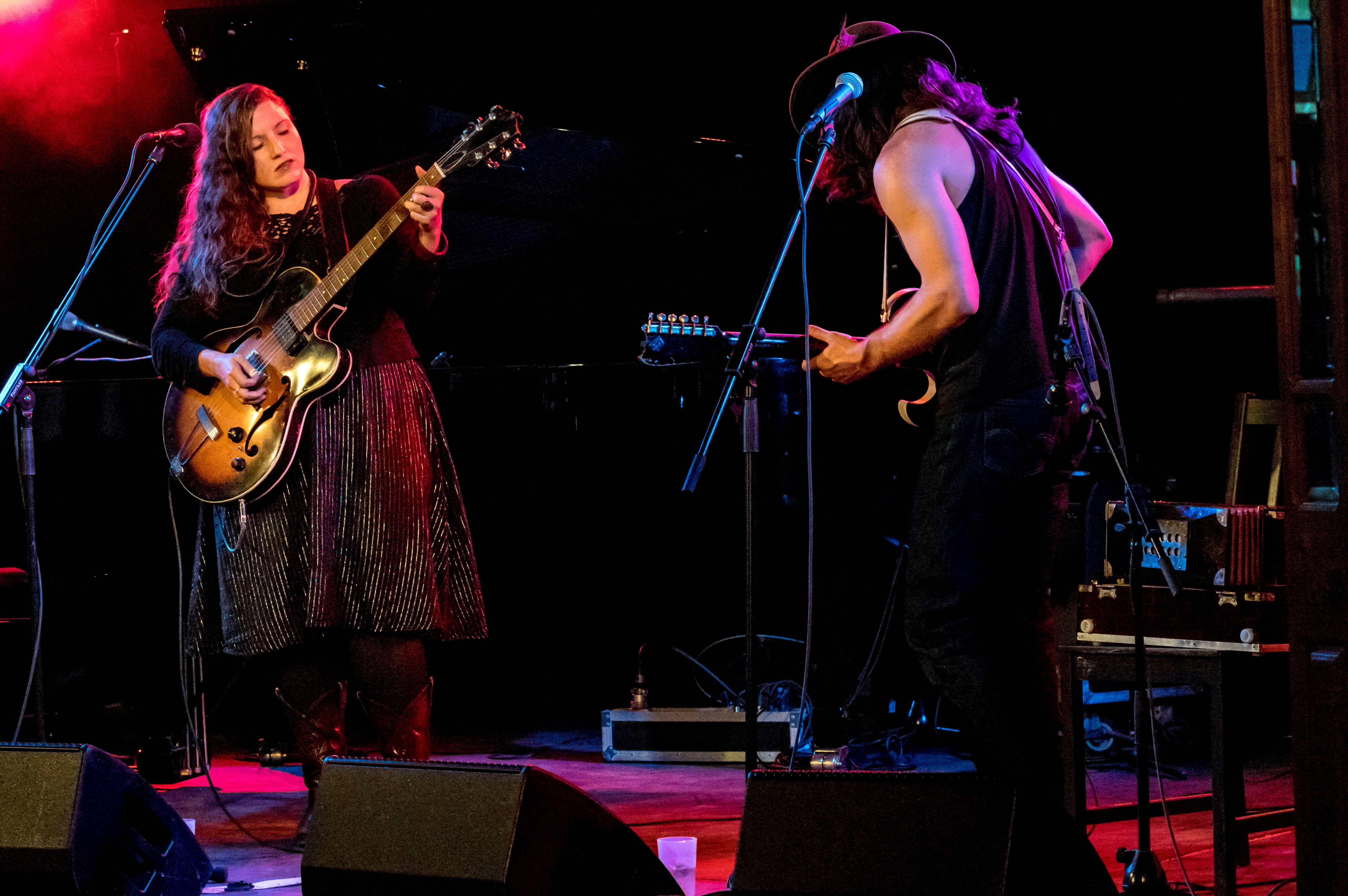
Zelt-Musik-Festival 2015 Freiburg, Duitsland

Jolie Holland (Houston, 11 september 1975) is een Amerikaans muzikante. Ze combineert folk, country, jazz, en blues en wordt gerekend tot de New Weird America-stroming. Ze is tevens een van de oprichters van The Be Good Tanyas.

## Discografie
Solo en met begeleidingsbands:
- Wildflower Blues - Jolie Holland & Samantha Parton (2017)
- Wine Dark Sea - Jolie Holland (2014)
- Pint of Blood - Jolie Holland and the grand Chandeliers (2011)
- The Living And The Dead - Jolie Holland (2008)
- Springtime Can Kill You - Jolie Holland (2006)
- Escondida - Jolie Holland (2004)
- Catalpa - Jolie Holland (2003)

Tevens heeft ze achtergrondzang gedaan in het solo-album Cold as the Clay van Greg Graffin, zanger van Bad Religion.
Discografie: Catalpa (2003) · Escondida (2004) · Springtime Can Kill You (2006) · Pint of Blood (2011)
- Bibsys: 6098559
- Gemeinsame Normdatei: 1031986324
- International Standard Name Identifier: 0000 0000 8001 2431
- Library of Congress Control Number: no2005019874
- MusicBrainz: 66932740-f510-4bc6-b4d0-160bb1f4c723
- Nationale Bibliotheek van Tsjechië: xx0028768
- Nationale Bibliotheek van Israël: 987007352219405171
- Réseau des bibliothèques de Suisse occidentale: 02-A013699627
- Virtual International Authority File: 68657966
- WorldCat: E39PBJxMqqGtX9kKRC8bYmbw4q